# 鲍德温一世 (耶路撒冷)
鲍德温一世（拉丁語：Balduinus I；1065年—1118年4月2日），又称布洛涅的鲍德温（Baudouin de Boulogne），是第一任埃德萨伯爵、耶路撒冷国王，第一次十字军东征的领袖。鲍德温是家里的小儿子，但是他背离了家庭期望他所走的道路并迎娶了一名诺曼贵族女子。他在1096年被封为凡爾登伯國的领主，却在不久后就加入了他的哥哥戈弗雷四世的十字军并成为其中最出色的指挥官之一。
鲍德温于1097年秋和坦克雷德分两路进军奇里乞亚，他阻止坦克雷德攻占塔尔苏斯的行为导致了两人之间的矛盾激化。在当地亚美尼亚士兵的协助下，鲍德温成功占据了幼发拉底河西部多个重要堡垒，这引起了索罗斯的注意并邀请鲍德温前往埃德萨共同抗击塞尔柱帝国。在鲍德温的帮助下，索罗斯打退了塞尔柱军队，鲍德温也因此被索罗斯收为养子并拥有了埃德萨城的继承权。1098年3月，索罗斯在埃德萨城内的暴动中被刺身身亡，鲍德温顺势取得埃德萨的统治权，他于3月10日正式将埃德萨伯国转型为十字军国家。为了巩固他在埃德萨的统治，鲍德温迎娶了他的第二任夫人阿尔达。阿尔达是亚美尼亚国王的女儿，而亚美尼亚在此前的安条克攻城战中负责准备了十字军主力所需要的食物。另一方面，亚美尼亚方面军队又帮助埃德萨城抵御前去增援安条克城的摩苏尔军队，成功拖延了摩苏尔总督卡波拉三周的时间。
1100年7月，戈弗雷四世去世，当时的拉丁牧首及坦克雷德试图把耶路撒冷转交给博希蒙德一世。戈弗雷的手下迅速收集了城内的财宝，并催促鲍德温回到耶路撒冷去宣称他的继承权。由于博希蒙德在一次作战中被俘虏，鲍德温没有在前往耶路撒冷的路上受到拦截。于是在12月25日，鲍德温一世登基为耶路撒冷国王。接下来的十年中，鲍德温攻占了阿瑟夫、凯撒利亚、阿卡、贝鲁特等城。他在1105年的第三次拉姆拉战争中重创埃及军队，导致埃及后来无力大举进犯耶路撒冷。做为周围唯一的君主，鲍德温一世成为了附近几个十字军国家的宗主。包括鲍德温二世、坦克里德等领主都向他宣誓效忠，听从他的旨令。1118年4月2日，旧伤复发的鲍德温一世在进攻开罗的路上不治身亡。

## 生平

### 早年
鲍德温生于1060年代，他是尤斯塔斯二世和洛林的伊達的第三个儿子。 鲍德温早年主修文艺，他在康布雷、兰斯和列日三个教区内都领有俸禄。 尽管做为他父母最小的儿子，他理应在教堂内度过他的职业生涯， 然而他转职成为了一名骑士。据历史学家约翰·弗朗斯所说，鲍德温的转职最有可能是因为他意识到了格里高利的改革使得他成为一名富有的有俸圣职的机会越来越小。
鲍德温的第一任夫人是诺曼贵族，她叫戈德希尔德。戈德希尔德的家族在诺曼底和英格兰都拥有一些地产，鲍德温和戈德希尔德便安定在了他的哥哥尤斯塔斯三世的领地。尤斯塔斯和鲍德温一同加入了戈弗雷的军队，他们于1086年一同率军抗击阿尔伯特三世和凡尔登主教狄奥多里克。戈弗雷在成为下洛泰林吉亚公国公爵后，由于他没有子嗣，他把鲍德温指认为其王位继承人。 鲍德温登基后也时常去他夫人家族位于孔什的城堡访问。

### 十字军东征

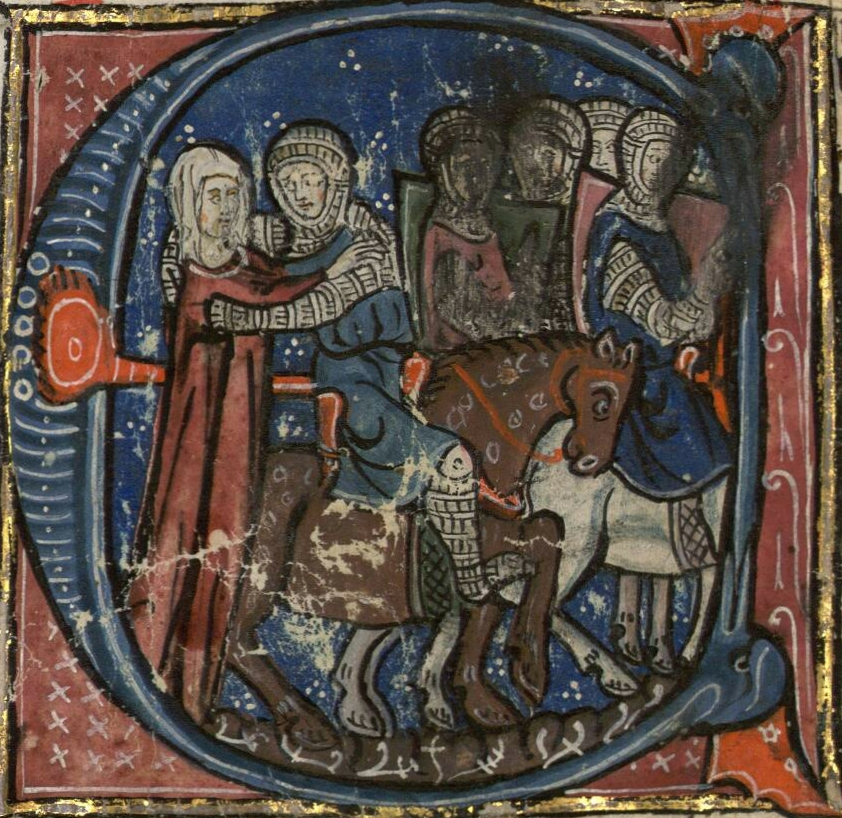
图为伊达告别参加十字军东征的儿子

1095年11月27日，教宗乌尔班二世为了应拜占庭皇帝阿历克塞一世的求援，他于克莱芒会议中号召西方的志愿军前往拜占庭帝国抵御自安纳托利亚而来的塞尔柱人的入侵，是为十字军东征。为了筹集军资，戈弗雷将他的部分领土售卖出去，其中的凡爾登伯國的被凡尔登主教占据后转赠给了鲍德温。戈弗雷此举促动了鲍德温，他后决定加入十字军， 他们和后来加入的尤斯塔斯三世共同组成了联军。据乌尔班二世的一封书信，在当时的十字军中，只有隱士彼得所组建的平民十字军人数比戈弗雷联军更多。
1096年8月15日，鲍德温随戈弗雷的军队出发了，他带着他的妻子表明了他決定不想再回到故乡。 九月份，十字军在匈牙利边境处停止进军，戈弗雷前去和匈牙利国王卡尔曼就十字军过境事宜进行了会面。在此期间，鲍德温代替戈弗雷成为军队的临时统帅。戈弗雷最终和卡尔曼形成了一个交易，十字军可以穿越匈牙利治下的地区，但是鲍德温连同他的妻子、仆人会成为人质，直到十字军离开。最终鲍德温在十字军离开匈牙利后便被释放，与十字军在十一月下旬抵达了拜占庭帝国。
1096年12月23日，十字军抵达君士坦丁堡， 他们被迫向阿莱克修斯一世发下誓言说交出他们将会占领的原属于拜占庭帝国的土地。 然而鲍德温拒绝宣誓，他为了让阿莱克修斯不阻拦他们出营区，对郊区发起了攻击。因此约翰二世被交给了十字军作为人质，由鲍德温所照看。
十字军都不想遵从阿莱克修斯的命令，在持续的对峙下，拜占庭方面减少了对十字军的食物及饲料供应。鲍德温再次向郊区进攻，他甚至杀伤了十几个佩切涅格守卫。十字军最后意识到他们很难打败帝国军队，于是他们决定接受阿莱克修斯的旨令。十字军的指挥官们都向阿莱克修斯进行了宣誓。这些十字军随后就被转移到了位于迦克敦及尼克米底亚之间的一座军营，而鲍德温则赶了回去见证新抵达君士坦丁堡的十字军首领向阿莱克修斯宣誓。当时有一位骑士坐在了皇帝的皇座上，鲍德温将他牵起来并严厉的训斥了他。
1097年7月1日，在多利留姆战役中，十字军击败了基利傑阿爾斯蘭一世。鲍德温和坦克雷德所部自十字军主力脱离了出去，他们转道一直进击至埃雷利并于8月15日和主力再次汇合。十字军穿越小亚细亚的征途使得他们最后十分疲惫，大多数骑士的战马都在夏日中死去。 因此为了得到充足的后勤资源，鲍德温被指派前往奇里乞亚物资丰富的平原。由于鲍德温已经和亚美尼亚贵族巴格拉特之间有着友好的关系，他们相信当地的亚美尼亚人会给予他们所需要的支持。
鲍德温和坦克雷德后分开进军， 坦克雷德带着约200人的军队的先行出发，鲍德温则率他手下的三百骑士于9月15日出发。坦克雷德在他的军队还没有被允许入城的时候就已经劝降塞尔柱的塔尔苏斯，换上了他的旗帜。仅仅日后，鲍德温便凭借他的优势兵力将坦克雷德驱逐出去。城内的土耳其人将坦克雷德的旗帜换成了鲍德温的并允许鲍德温拿走两座塔楼的所有财产。此后不久，有三百名诺曼骑士抵达了塔尔苏斯，鲍德温在拒绝让他们入城后，联合土耳其人夜袭了诺曼人的营地。如此行径使得鲍德温的属下非常不满，他们将对塞尔柱堡垒残余的屠杀归罪于鲍德温。鲍德温害怕他的属下会为受害者复仇，便在一座塔楼中以防万一，最后终于说服他的部下认同他是无辜的。后来一位海盗船长率领所部沿塔尔苏斯河抵达了塔尔苏斯，他和鲍德温是同乡并向鲍德温宣誓效忠。鲍德温在雇佣其手下来守卫塔尔苏斯后再次踏上征途。
与此同时，坦克雷德征服了摩普绥提亚，直到鲍德温于9月30日也抵达了此城。坦克雷德的侄子罗杰想要为死去的诺曼骑士复仇，这造成了鲍德温和坦克雷德部下之间发生了小规模的冲突， 也是十字军第一起因内讧而引起的战斗。在这次冲突中，好几个人被杀死，还有更多受伤、被俘虏的人。鲍德温最后和坦克雷德达成了和平协议，鲍德温也率军离开了摩普绥提亚。 他后来加入了位于卡赫拉曼马拉什的十字军主力，巴格拉特说服他向幼发拉底河进发，征服那里一个亚美尼亚人口密集的地区。鲍德温于10月17日启程再次离开大部队时，大约有80-100名骑士追随着他。

### 埃德萨伯爵时期
鲍德温抵达时，当地亚美尼亚人民将他视为解放者，两位亚美尼亚统领甚至加入了鲍德温的军队。当地百姓此间屠杀了塞尔柱在那里的多个堡垒，生还的那些军官也不得不逃离此地。鲍德温的胜利使得塞尔柱对十字军有所惧怕，他在1097年底之前兵不血刃就拿下了瑞文戴尔和托贝索两座重要的堡垒。鲍德温后指认巴格拉特为瑞文戴尔的总督，亚美尼亚统领菲尔（Fer）为托贝索总督。
1098年，埃德萨的统治者索罗斯派出了埃德萨的亚美尼亚主教及十二名杰出市民(leading citizen)，他们向鲍德温寻求协助以抗击邻近的塞尔柱人。.做为第一个将信仰转换为基督教的城镇，埃德萨在基督教的历史中有着重要的地位。于是鲍德温决定帮助索罗斯，他还在出发前将被告发和塞尔柱人在秘密联系的巴格拉特逮捕。巴格拉特被捕后受到了拷打，他后逃离并投靠了他的哥哥-凯孙和拉班的领主科格·瓦西尔。鲍德温于2月上旬开始向埃德萨进发，然而萨姆萨特酋长巴尔杜克将他阻拦在幼发拉底河对岸。鲍德温随即展开了第二次进攻，他成功突破了封锁线并于二月中旬抵达埃德萨。 鲍德温并不想以一个唯利是图的人的身份来帮助索罗斯，城内的亚美尼亚人因而害怕鲍德温会就此离开，他们说服了索罗斯收鲍德温为义子。联合了埃德萨的军队后，鲍德温袭击了巴尔杜克的领地并在萨姆萨特附近建立了一个小型堡垒。
在十二名总督及他们的市民对鲍德温充满诚意和信心的眼下，索罗斯不得不同意他们的请求，无论情愿与否，他根据其治下地区人民的习俗将鲍德温收为他自己的义子，赤裸着上身拥抱了鲍德温并互相发下誓言。在双方都同意了父子关系后，有一天索罗斯向鲍德温建议，让他以他儿子的身份，召集他的部下、所有的军队及雇佣军，向幼发拉底河边萨姆萨特的要塞进发并征服那个将萨姆萨特从埃德萨夺走的土耳其王子巴尔杜克。——Albert of Aix: History of the Journey to Jerusalem

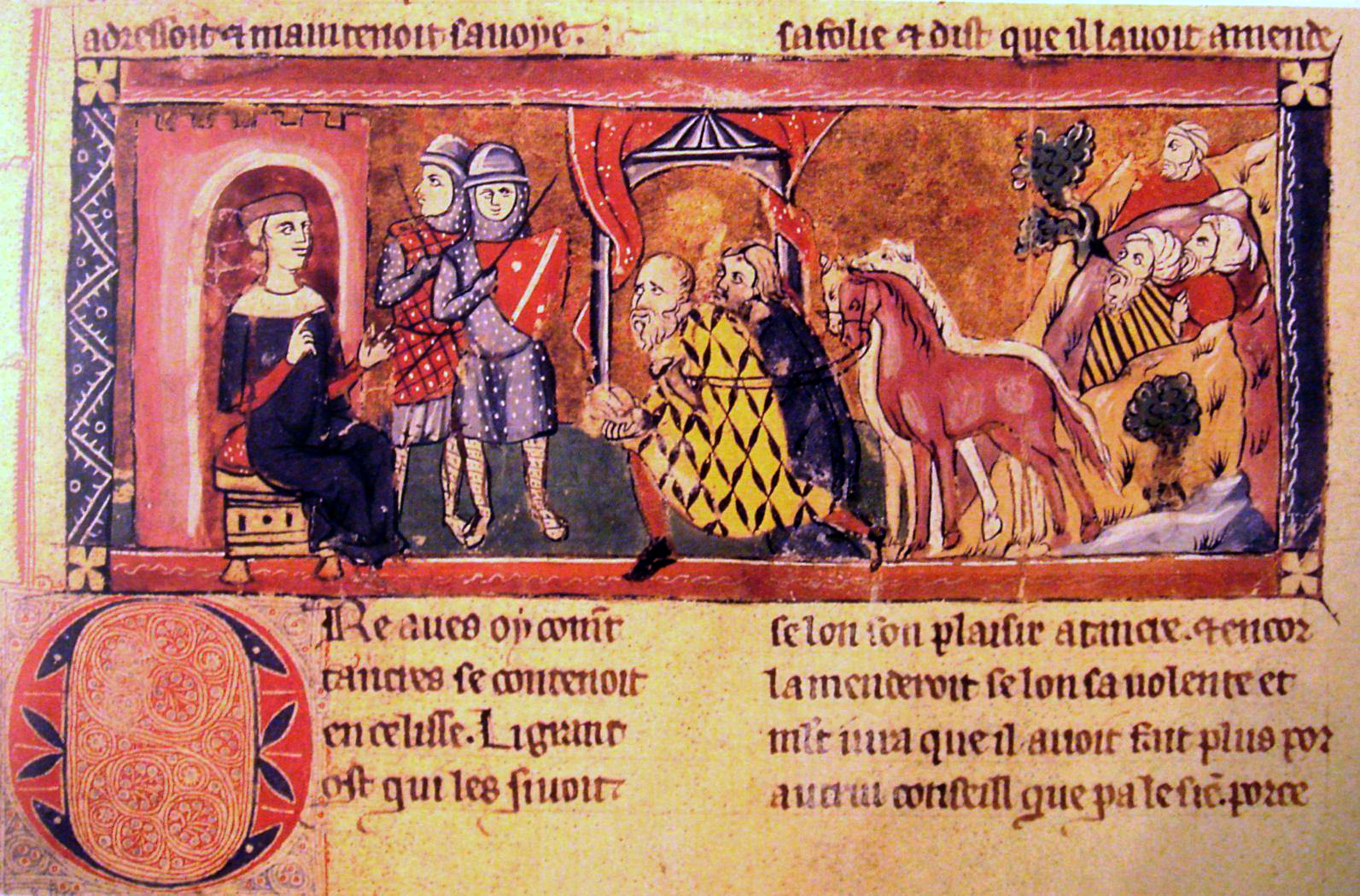
埃德萨城内亚美尼亚人向鲍德温致敬

不像大部分亚美尼亚人，索罗斯投向了东正教，这使得他在他信仰基督一性论的臣民中十分不受欢迎。自鲍德温回到埃德萨城后，当地贵族开始策划针对索罗斯的阴谋，据城内史家马修的论断，这很有可能是经鲍德温同意而产生的。随后城内便发动了一起暴动，迫使索罗斯躲在城堡内。尽管鲍德温保证要救助他的义父，暴动者在3月9日攻破城堡时鲍德温没有任何反应。索罗斯及其夫人被抓获并杀死，城内百姓承认鲍德温为他们的统治者。于是鲍德温自封为伯爵并建立起第一个十字军城邦。
塞尔柱在1087年从拜占庭帝国手中夺取了埃德萨，阿莱克修斯一世在鲍德温占领后并未向他讨回这片本属于帝国的领土。鲍德温占领瑞文戴尔、托贝索及埃德萨三城也帮助了十字军主力攻占安条克城，幼发拉底河边的这些肥沃土地保证了十字军的食物供给。另一方面，这三座城也阻挡住了前往叙利亚的塞尔柱军队。
由于鲍德温的随从人数不多，他必须证明他的外交手段以确保他在埃德萨的统治。他不但鼓励他的仆从与当地百姓通婚，他自己也迎娶了附近一个亚美尼亚领主的女儿。索罗斯的遗产使得鲍德温有足够的财富来雇佣军队从巴尔杜克手中夺取萨姆萨特，后来定居在埃德萨的巴尔杜克也得到了报酬。他们之间的所签订的条约也是第一次十字军领袖和穆斯林统治者所签署的友好协议。随后阿尔图格王朝巴拉克雇佣了鲍德温用以镇压在萨茹基的叛乱，城内的穆斯林市民却要求巴拉克前来救援，然而巴拉克赶到萨茹基后那些镇民意识到他的军队规模太小因而转投鲍德温。鲍德温最后将拒绝把妻子孩子交给他作为人质的巴尔杜克处决了。
鲍德温随后为了在安条克攻城战中有他和他随从的驻地而给予了戈弗雷托贝索及瑞文戴尔的收益权。卡波拉此时聚集了一支军队，准备收复安条克。在进军安条克的路上，为了确保自己的后路安全，卡波拉准备攻下埃德萨城。他耗费了三个星期来攻打埃德萨，却无法打下城池。卡波拉在埃德萨所导致的延误使得十字军成功在1098年6月3日成功拿下安条克城。

1098-1131年埃德萨伯国疆域变化图（深色地区为鲍德温所征服地区）

鲍德温后来暴敛横征的行为导致了当地臣民的不满，他更没有听从当地勋贵的建议，转而把土地赐予给了他的随从及其他移居埃德萨德十字军士兵。于是，在十二月份的时候，十余亚美尼亚统领针对鲍德温而谋划了一场阴谋。他们此间向塞尔柱人寻求帮助，却不想被鲍德温得知了他们的计划并下令逮捕了这些统领。鲍德温依据拜占庭的法律对他们进行了审判，其中的两位元凶被判以分尸，而其余帮凶则可以交付赎金来脱罪。尽管如此，鲍德温继续将重要的职务任命给亚美尼亚勋贵们，其中包括了埃德萨及托贝索中间的一个重要堡垒比雷吉克的指挥官阿布爾·加里布。
1099年7月15日，十字军征服了耶路撒冷。戈弗雷在一个星期后被推选为其统治者，却从未称王。鲍德温当时决定前去耶路撒冷完成他的朝圣并在11月自埃德萨启程。他在途中加入了与博希蒙德一世和教宗使节的朝圣队伍，却遭遇了穆斯林军队的袭击。尽管疾病和劳累导致这支队伍在旅途中承受了很多伤亡，大部分人依旧于12月21日抵达了耶路撒冷。四天后比薩大主教達戈貝特被推举为新任牧首，他为戈弗雷和博希蒙德举行了一个仪式，确立了他们对治下土地的统治权，然而鲍德温并没有在任何记载中有过此类仪式。鲍德温及博希蒙德于1100年1月1日离开了耶路撒冷，他们在途中遭遇了突突什一世的儿子、大马士革统治者杜卡克的袭击，最终鲍德温绕道后于2月份回到了埃德萨。
1100年7月18日，戈弗雷意外去世。据史家艾克斯的阿尔伯特记载，牧首及其他十字军首领曾向他发过誓言，承诺不会将王位给除了他的兄弟、血亲外的任何人。戈弗雷的将领华纳及其他随从为不让达戈贝特掌控耶路撒冷而取走了大卫塔中的财物。与此同时，他们向鲍德温发信，委托他尽快前往耶路撒冷。
为了阻止鲍德温继承戈弗雷德王位，达戈贝特和坦克雷德向博希蒙德求助，他们在求助信内宣称鲍德温的统治将会导致教廷的衰落。然而博希蒙德此时被苏丹加齐所俘获，无法帮助到坦克雷德。鲍德温在途中还为解救博希蒙德而追击加齐多日，却无法追回博希蒙德。最后鲍德温在归途中接受了梅利泰内领主伽百列的效忠并留下50名骑士守护此城。

### 耶路撒冷国王时期

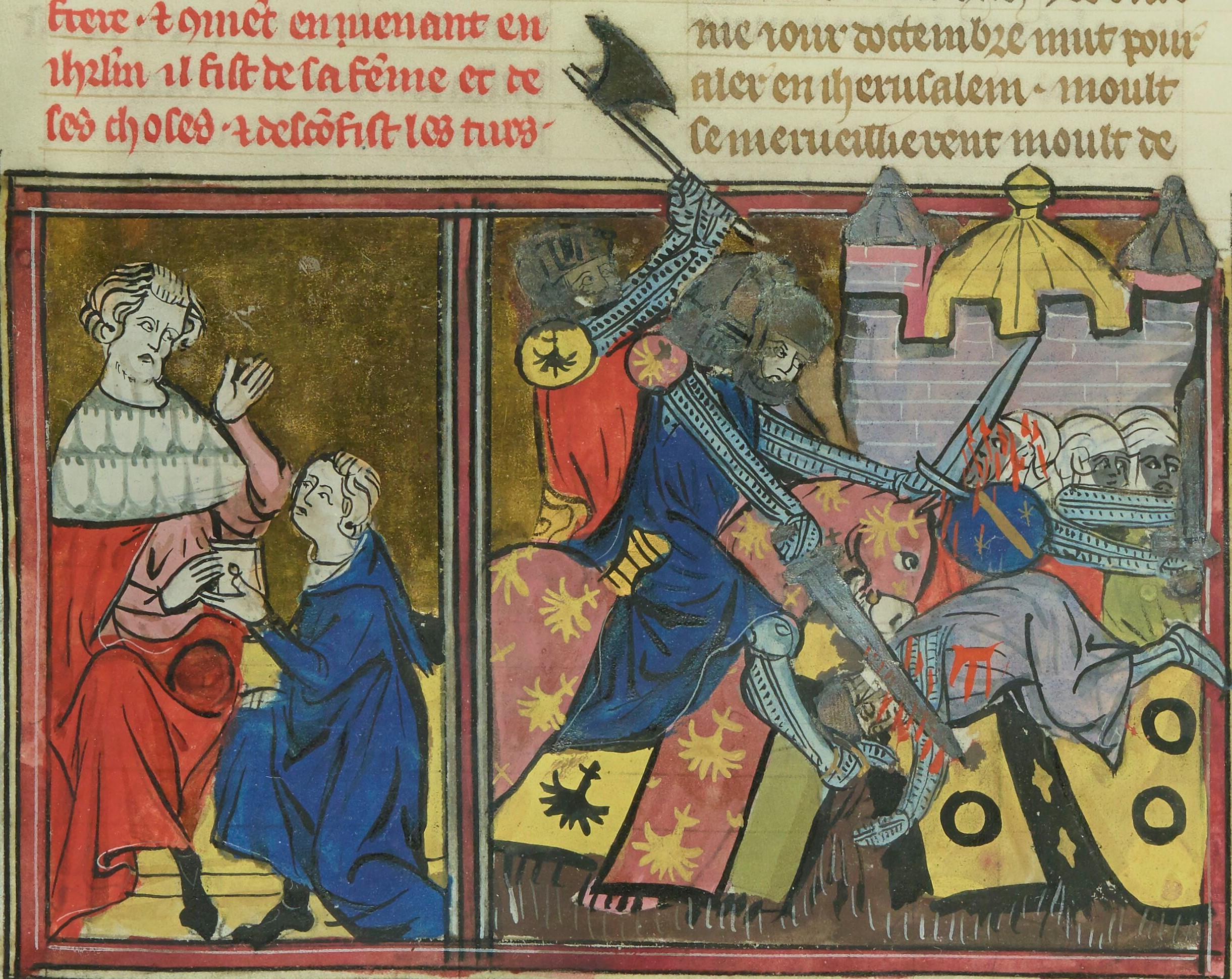
凯勒卜之战

自鲍德温从梅利泰内回归后，戈弗雷德死讯传至埃德萨。其牧师富尔彻注意到鲍德温对他哥哥的死亡有所悲痛，但是戈弗雷的传承带给了他更多的愉悦。鲍德温从他的臣民手中强行聚敛了金银财宝以资路费，并任命了鲍德温二世为新任埃德萨伯爵
1100年10月2日，鲍德温率领200骑士及约300到700步兵离开了埃德萨城。他在安条克城驻留了四天，并拒绝了当地居民请求他治理安条克城的意愿。杜卡克得知鲍德温行程后计划在凯勒卜河河口边的小路旁伏击鲍德温，但是消息走漏，导致了鲍德温率军绕开了杜卡克所部。后尽管坦克雷德在贾法也想要阻拦鲍德温，镇民却不愿意抗击鲍德温。
11月9日，鲍德温抵达了耶路撒冷，达戈贝特于是撤入锡安山上的一座修道院。耶路撒冷城内的民众在城外迎接了鲍德温并陪同他前往圣墓教堂。鲍德温先是加王子衔，后攻掠了法蒂玛王朝控制下的阿斯卡隆附近地区，接着围剿了驻扎在耶路撒冷附近的贼匪后，他向乔丹河对岸展开了一次袭击并于12月21日回到耶路撒冷。
达戈贝特以同意为鲍德温涂油并帮他戴上王冠为条件与鲍德温和好。鲍德温的登基仪式于圣诞节在圣诞教堂举行，他被冠以国王及圣墓守护者的头衔。在他的大部分宪章之中，也特意强调了他是戈弗雷德合法继承人。

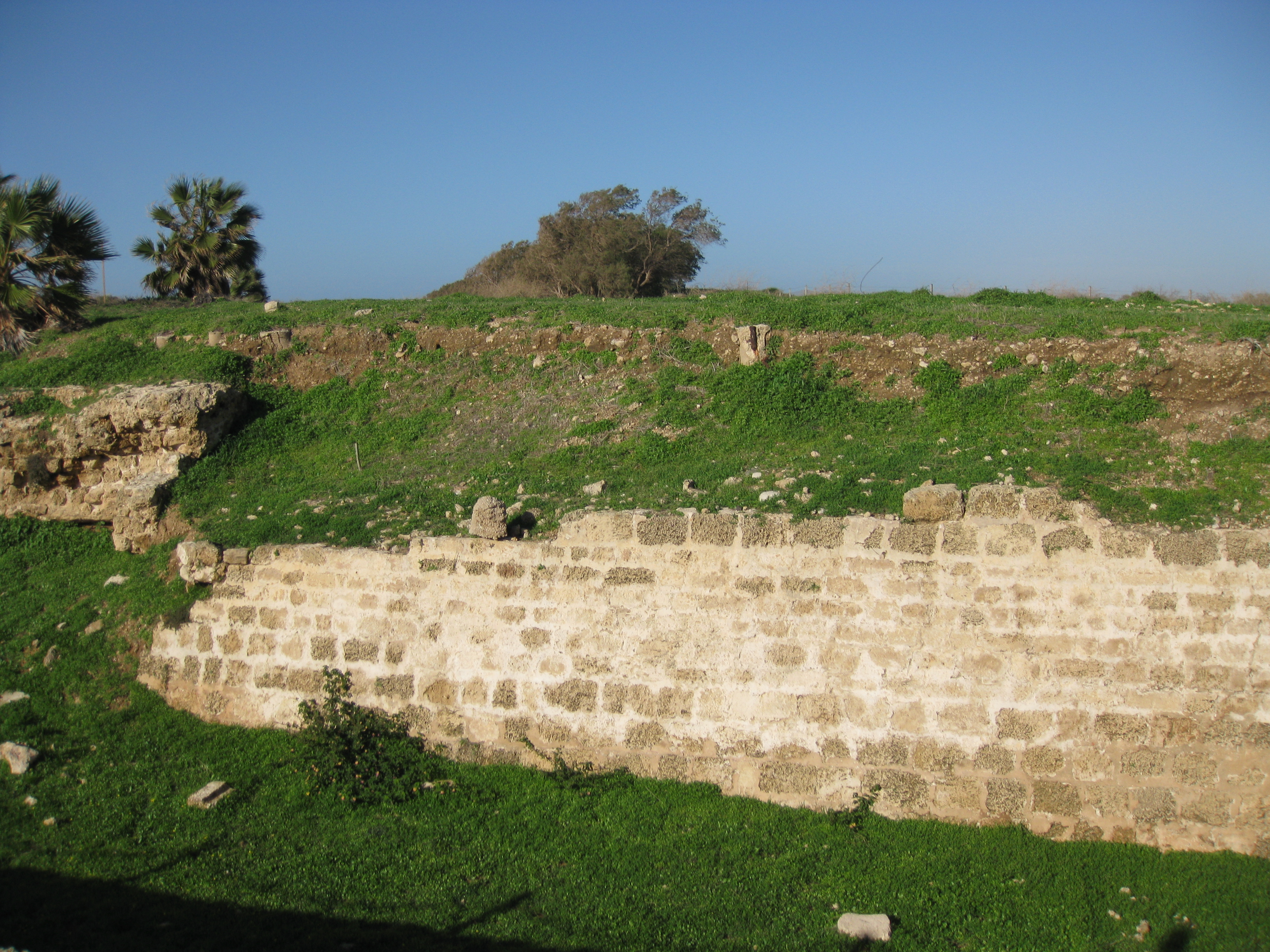
阿尔苏夫城墙的遗址

瓦尔德马尔·卡尔庞纳尔本是海法的合法统治者，随着戈弗雷的去世，坦克雷德将他逐出了海法。而鲍德温一世上位后重新确立了他为海法的领主，并召令坦克雷德前往耶路撒冷。由于不承认鲍德温为耶路撒冷的合法君主，坦克雷德拒绝接受指令。于是他们在贾法附近的一条河边进行了一次会面，最终也没有达成协议，直到坦克雷德被委托代理博希蒙德治理安条克城后才解决了他们之间的矛盾。 在启程之前，坦克雷德放弃了他在巴勒斯坦的地盘，但同时也规定了如果他在十五个月内离开安条克城，那么这些土地应以采邑的形式封给他。坦克雷德离开后鲍德温将海法转予瓦尔德马尔，加利利公国则转予福克斯堡的休。
1101年3月，新任教宗使节波爾圖的莫里斯抵达耶路撒冷，他被鲍德温说服，于4月15日罢免了被鲍德温判以叛国罪的达戈贝特的教职。因此达戈贝特不得不花三百金币来贿赂鲍德温，以求鲍德温可以说服使节恢复他的教职。那些在埃及治下的沿海城镇如阿尔苏夫、凯撒利亚、阿卡等城，都向鲍德温赠送了礼物以谢其仁慈。
由于一直处于资金紧缺的状态，鲍德温以经济特权及他们协助占领城镇的战利品为条件联合了热那亚共和国舰队。 他们最先于4月29日占领了直接投降的阿尔苏夫，确保了前往阿斯卡隆道路的安全。5月17日，联军攻占了凯撒利亚并屠杀了几乎所有成年男子及大量女子。 这两座城镇各自有一条街被鲍德温赏给了热那亚军队。
当鲍德温与热那亚军共同征服凯撒利亚时，阿夫达尔沙在阿斯卡隆开始聚集他的军队，得知消息的鲍德温将他的指挥部转移到了雅法，并驻守于拉姆拉以阻止敌军向耶路撒冷发起突袭。此时鲍德温为了其防御耗费，命令达戈贝特输入更多资金，却被达戈贝特所驳回。在教宗使节的见证下，鲍德温和达戈贝特进行了一番争论，期间达戈贝特指出鲍德温不应该将教廷视为他的仆从。尽管使节说服了达戈贝特用金钱合约雇佣三十名士兵，他最后却也无法提供足够的钱粮给这些士兵。 
1101年9月上旬，埃及的轻装部队抵达了拉姆拉，与鲍德温爆发了第一次拉姆拉战争。9月7日黎明时分，数量较少却有着良好装备的十字军率先发起了攻击。在战争初期，五支十字军中的三支就几乎被歼灭，鲍德温说服剩下的士兵对埃及人发起了新一轮的突袭。在短暂的抵抗后，埃及军队开始溃逃，十字军一直追击至远直到阿斯卡隆。
阿普利亚大公罗杰一世在战后转移军费给达戈贝特，其中部分包含了士兵的薪酬，然而达戈贝特贪污了所有的金钱。鲍德温在了解到其贪污罪行后，于1101年底说服教宗使节将达戈贝特罢职。于是达戈贝特逃离了耶路撒冷，投靠了摄政于安条克的坦克雷德，而他所造成的职位空置也使得鲍德温可以自由的使用属于牧首的财富。
1102年，布卢瓦伯爵、呂西尼昂的于格六世等十字军东征幸存者前去耶路撒冷庆祝复活节。此后不久，一支约两万人的埃及军队就入侵了耶路撒冷王国。5月17日，鲍德温不听劝解，率领数十位新晋十字军士兵及五百骑兵冲击敌军。这引发了第二次拉姆拉战争，埃及军队很快就迫使鲍德温退守在拉姆拉城内。鲍德温在埃及军队攻下城堡之前就已经逃离，他的部下却被俘虏、斩杀。鲍德温先逃往阿尔苏夫，一名海盗戈德里克送他至被埃及军队包围的雅法。后鲍德温回到耶路撒冷，聚集上百骑士前往雅法。然而埃及军队在5月27日得知数百英、法、德朝圣者的抵达后才放弃了围城。
在雅法被围后，鲍德温一世派使者向坦克里德和鲍德温二世求助，他们的援军在埃及人撤退后才抵达雅法。坦克雷德当时试图说服新的教宗使节将达戈贝特官复原职，但是鲍德温一世说服了使节先和当地的主教及修道院院长探讨此事。教长一致确定达戈贝特滥用了他的教士权力并差点导致了一场内战的爆发，教宗使节同意让他们选举了一位新的牧首。

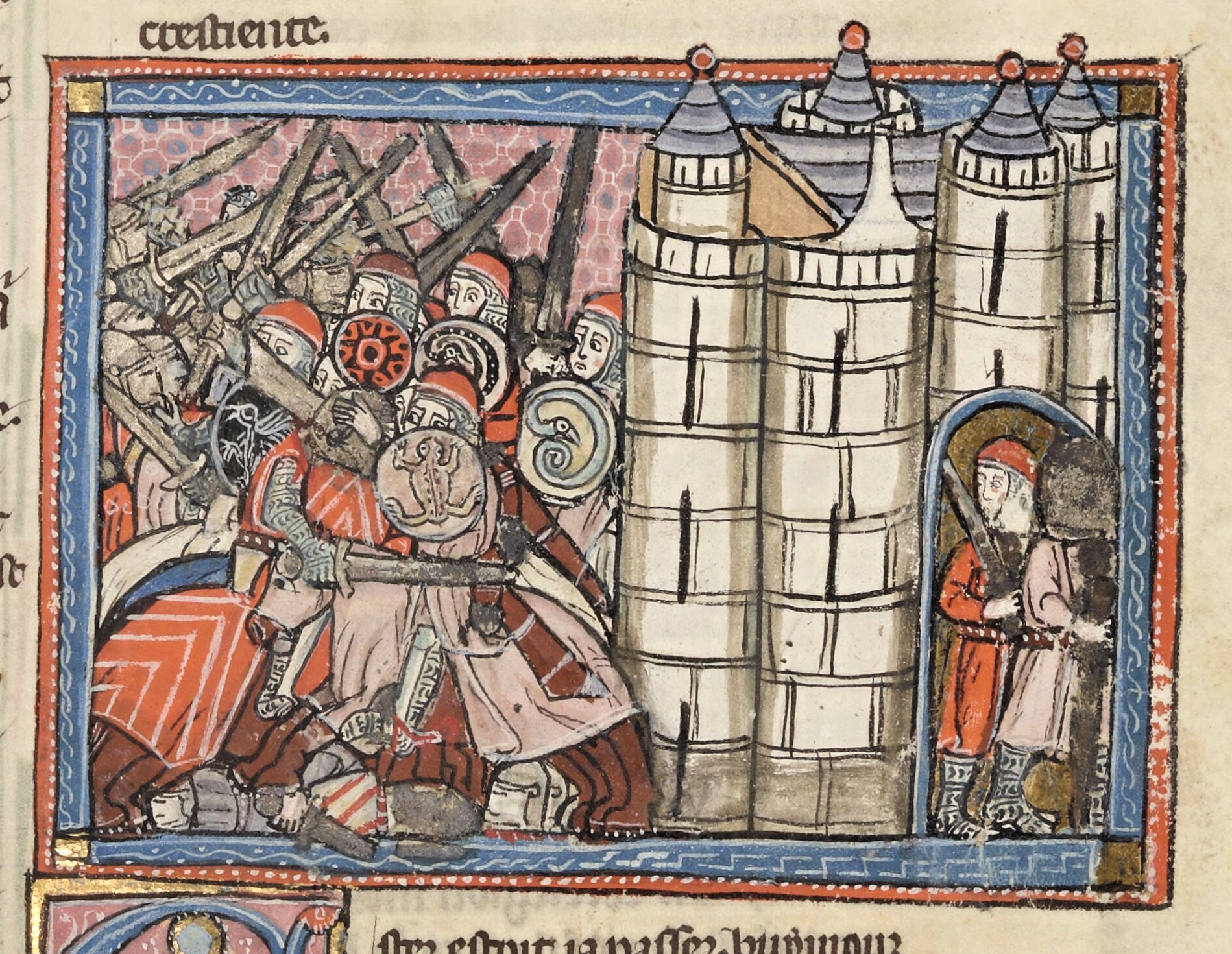
第三次拉姆拉战争

1103年4月，鲍德温向阿卡发动袭击，但是一支埃及舰队前来解围了阿卡。 鲍德温便开始清剿驻扎在迦密山上的一支劫匪，却在战中导致肾受伤，直到年底才恢复。1104年4月，一支新的热那亚舰队抵达了海法，鲍德温与之结盟后再次围攻阿卡。5月26日，阿卡城在鲍德温保证移居阿斯卡隆的安全道路后投降。热那亚军队却劫掠了那些移民中的富人并杀害了他们中的很多人。 尽管鲍德温一开始打算惩罚热那亚军队，但是牧首让他们调解并让鲍德温将阿卡的三分之一赐予热那亚。由于阿卡一直是叙利亚与欧洲之间最重要的港口，它为鲍德温带来了非常丰厚的利润。
6月14日，杜卡克去世，这使得大马士革的内部纷争更加剧烈，大马士革总督托特金成为了其实际统治者。然而托特金的统治并不稳固，鲍德温承诺要帮助杜卡克的弟弟伊尔塔什对付托特金。而鲍德温的介入使得托特金和阿夫达尔达成了暂时的和解。1105年8月，埃及步骑军队自南入侵、叙利亚弓骑兵自西入侵，引发了第三次拉姆拉战争，这也促使了鲍德温组建了自他登基以来最庞大的十字军队伍。战前在鲍德温的指令下，牧首用真十字架祝福了十字军士兵以提高他们的自信心。鲍德温在随后的战争中与埃及和叙利亚的军队进行了斗争，并于8月27日在拉姆拉彻底击败敌军。
此后埃及方面没有再向耶路撒冷发起大型的战争，却依旧在南部边境多有袭扰。1106年10月，当鲍德温正在加利利防御大马士革军队时，埃及军队击败了雅法总督并在那里屠杀了数百朝圣者。次年埃及军队再次进击，试图攻取希伯仑，却因鲍德温的反击不得不撤军。而埃及的这一系列侵略无法预防鲍德温贯彻他的拓展政策，在1106年初鲍德温就已经强迫赛达总督用大量贡品来换取两年的和平并于1107年侵占了全部大乔丹地区（Oultrejordain）。鲍德温期间也摧毁了一座大马士革军队为控制商路而新建的堡垒。1108年8月，在一群意大利探险者的帮助下，鲍德温向塞达进行攻击，但是自大马士革前来的埃及舰队及土耳其骑士迫使他放弃了攻城。1108年年末，鲍德温以大乔丹地区北部三分之一的赋税换取了他和托特金之间十年的和平协议。

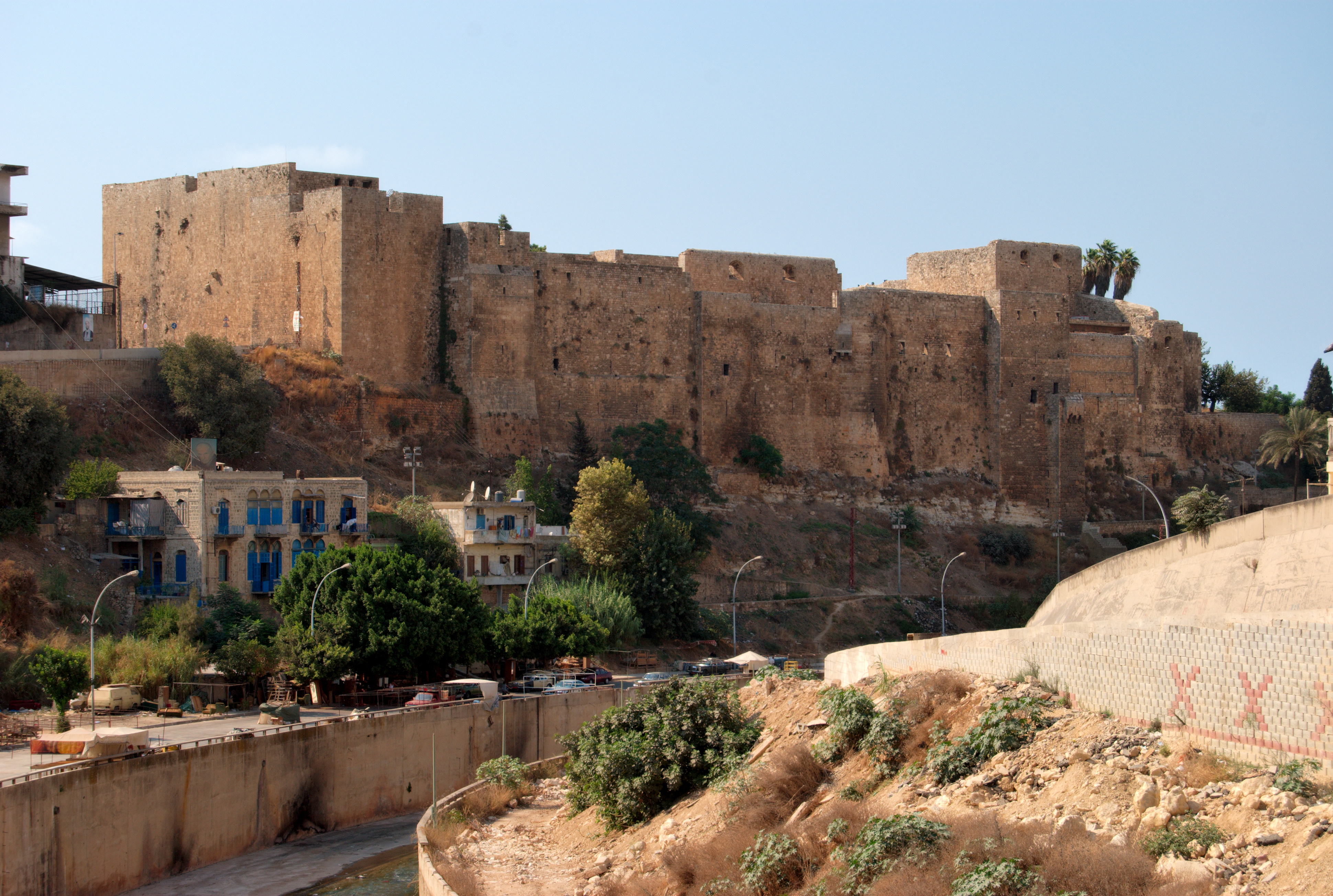
位于的黎波里的雷蒙德城堡

这时图卢兹伯爵贝特朗来到了叙利亚，他前来宣称对他父亲雷蒙德四世在的黎波里周边所征服地区的统治权。贝特朗的表亲威廉二世自雷蒙德四世去世后一直掌控着这些区域，他拒绝将它们割让给贝特朗。 威廉二世找到坦克雷德成为了他的靠山，贝特朗便向鲍德温请求其援助。 坦克雷德早些因拒绝放弃托贝索而激怒了鲍德温二世，这使得鲍德温召集了一次用以停止十字军内部纷争的会议。由于坦克雷德和威廉二世都不是鲍德温的藩属，鲍德温只能借以耶路撒冷所有教堂之名，命令他们前往的黎波里附近的一座城堡。1109年7月，在会议中坦克雷德同意放弃托贝索以换取恢复他在耶路撒冷王国中旧有的领土。坦克雷德后并未拿走这些领土的任何财产，它们仍旧归于鲍德温的控制之下。最后雷蒙德的遗产被分给了威廉二世和贝特朗，他们分别成为了坦克雷德和鲍德温的藩属。
为了完成雷蒙德所发起的的黎波里围战，十字军首领们将他们的部队集合为一军。的黎波里的埃及总督于6月26日提出投降条件，要求为那些想要离开此城的人提供安全的道路。 鲍德温接受了这个要求，但是他无法阻止热那亚军将那些本可以俘获的公民杀死，最后三分之二的的黎波里城被赐予了再次向鲍德温宣誓效忠的贝特朗。1110年5月13日，在贝特朗和热那亚舰队的协助下，鲍德温成功占领贝鲁特，却依旧无法阻止他盟友对镇民的屠杀。
在鲍德温攻打贝鲁特时，摩苏尔总督马杜德率军入侵了埃德萨伯国。于是鲍德温在攻下贝鲁特后便回军埃德萨，帮助鲍德温二世抵挡穆斯林军队。鲍德温二世因此指责坦克雷德煽动了那些穆斯林首领前来劫掠。鲍德温身为所有十字军的领袖，他命令坦克雷德和鲍德温二世和好，否则他就会宣称坦克雷德为基督教之敌。由于鲍德温有着大部分十字军的拥护，坦克雷德被迫服从了这个命令，这也增强了鲍德温对埃德萨的宗主权。在他们和好后，十字军向马杜德发起了进攻，直到有谣言宣传穆斯林计划攻打安条克和耶路撒冷迫使他们停止进军。由于塞尔柱军队经常袭扰幼发拉底河东部地区，鲍德温下令让农民转移到幼发拉底河西部。 当农民都聚集在河边的渡船上时，马杜德对埃德萨伯国发起了突袭，他屠杀了聚集在河边的大部分农民。
|
与此同时，第一位访问耶路撒冷的國王挪威國王西居爾一世在阿卡登陆。鲍德温与他形成了盟约，他们于1110年10月发起了塞達圍城戰。尽管有一支埃及舰队绕过了挪威人，威尼斯總督奧德拉弗·法列羅率其舰队加入了十字军，使得赛达最终于12月5日投降。鲍德温使得城内百姓都幸免于难，但是他们中有很多移居至大马士革和泰尔。鲍德温于次年进军至阿斯卡隆，其总督为避免战争而支付了七万第纳尔并同意让十字军进入城堡。然而，当地镇民在7月发起了暴动，将总督和在城堡内的十字军屠杀殆尽。

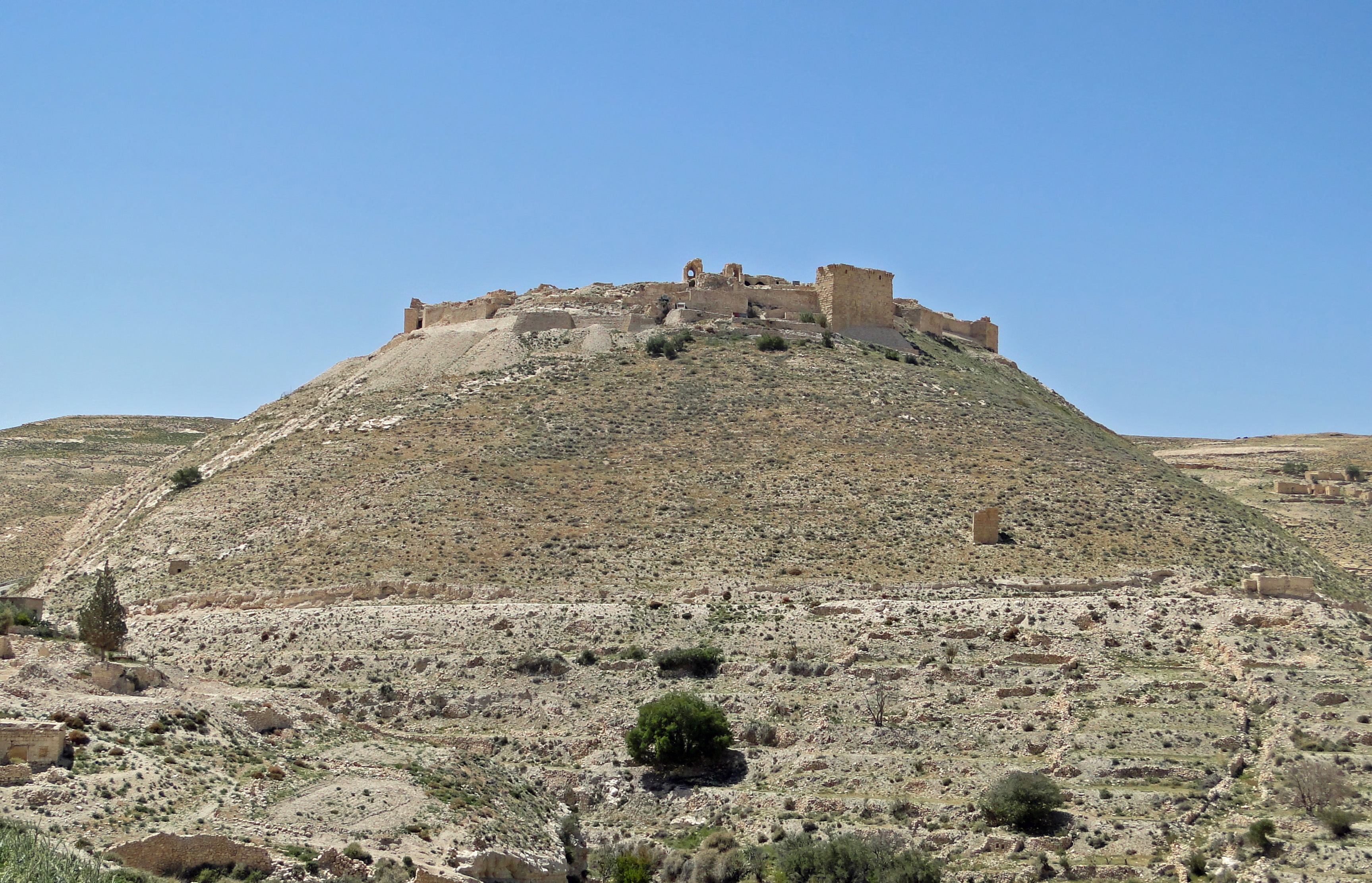
十字军的蒙特利尔堡 (位于今乔丹沙巴克)

8月，马杜德向十字军靠北的国家展开了新一轮扩张。在坦克雷德的请求下，鲍德温聚集了他的军队并参与了西扎之战。 在此战中，的黎波里伯爵贝特朗、鲍德温二世及其他亚美尼亚统领也加入了联军抗击马杜德，最后使得马杜德于秋日撤回摩苏尔。此后不久，鲍德温袭击了一支商队，那支商队运送的货物及其中几位泰尔高层送给大马士革的珍贵财产被鲍德温所夺取。尽管鲍德温手下没有舰队，他在十一月下旬向泰尔发起了进攻。当拜占庭使臣到达时，鲍德温依旧没有停止攻城。拜占庭使臣试图说服鲍德温在停止攻击泰尔的情况下结盟共同对抗坦克雷德。一方面鲍德温和拜占庭使臣无法达成共识，另一方面泰尔总督说服了托特金率军前来救援。1112年4月，托特金所部迫使鲍德温放弃攻城，退至阿卡城。
1113年夏，鲍德温袭击了大马士革地区，托特金在马杜德和阿尔图格王朝的帮助下向十字军发起了反击。他们于6月13日诱导了鲍德温仓促发起进攻，打败了鲍德温所部主力。鲍德温不得不向的黎波里和安条克请求协助，这才得以让土耳其军队停止了其进军。九月下旬，马杜德在大马士革期间被刺杀身亡。穆罕默德一世于1115年春借此机会派遣了一支军队进入叙利亚北部。托特金为了维持稳定局面，他决定与十字军和好。他和十字军的联盟使得塞尔柱军队不得不暂时撤退。
随着北部地区压力的减少，鲍德温开始准备对付埃及人。埃及军队早在1113年就抵达耶路撒冷，并于1115年多次试图侵占雅法。鲍德温开始在乔丹地区拓展疆域，他还于1115年秋下令修建了蒙特利尔堡。他于次年一直进军至远至位于红海边的亚喀巴，在当地居民逃离城市后，他在城内及附近一个岛上分别树立了城堡并留下了部分驻军。蒙特利尔、埃拉特和法老王岛三座要塞确保了叙利亚和埃及之间商路的安全，但是也使得鲍德温可以持续关注埃及军队的进程。鲍德温自红海赶往泰尔，在泰尔之梯那里开始修建一座新的堡垒-斯坎德莱恩城堡，这座城堡彻底将泰尔自大陆隔绝。

### 逝世

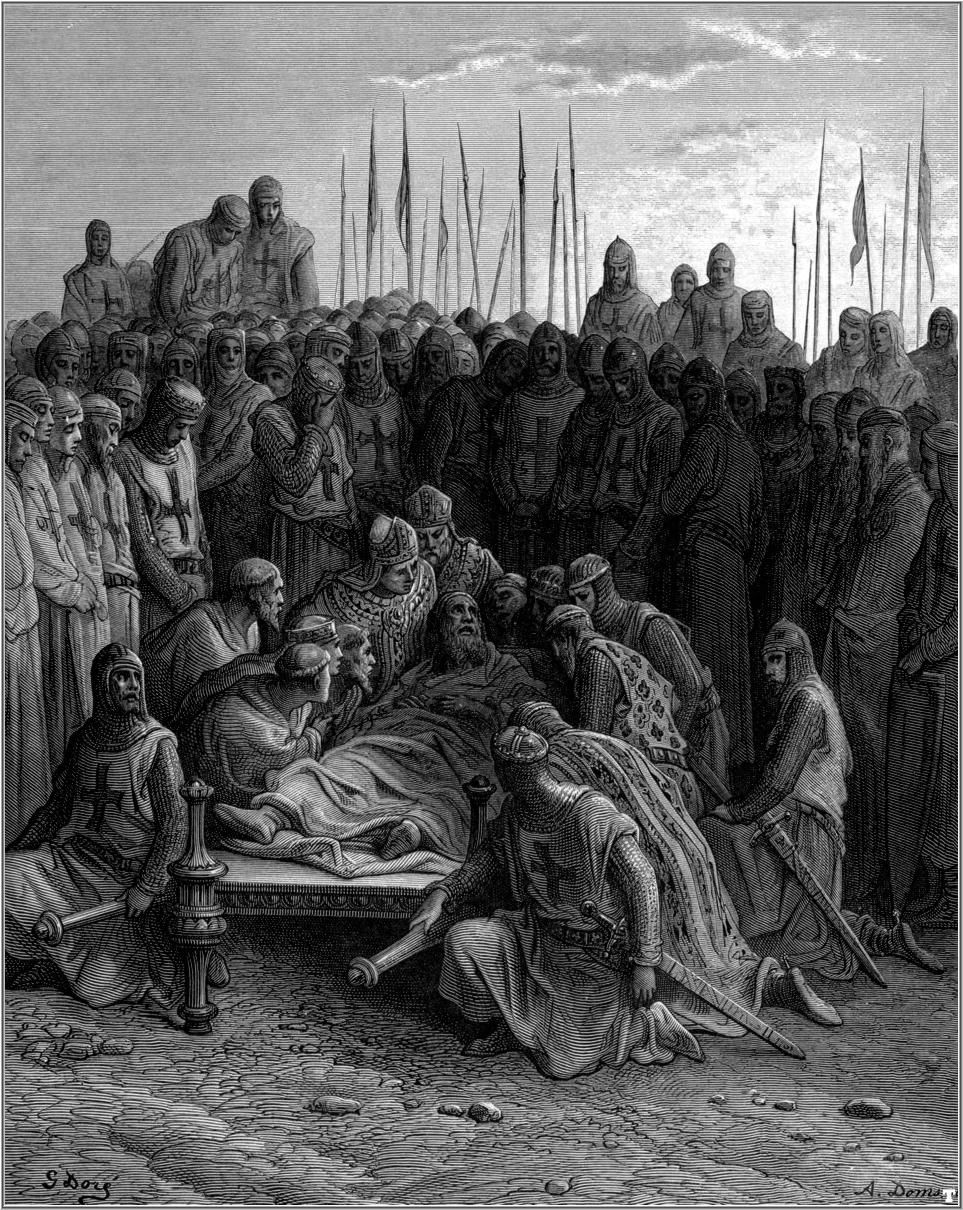
鲍德温一世之死

鲍德温于1116年开始感觉其病重，他认为他即将去世。 于是鲍德温开始命令负债人要还清其债务，并开始将他的资产发放了下去。次年年初，鲍德温病情好转，他为巩固南部边境的防线在1118年3月向埃及发起了一次战争。在听说鲍德温前来的时候，法拉玛（即貝魯西亞）的镇民随即逃离了这所城市，从而使得鲍德温不费一兵一卒就占领了此城。在他摧毁了城内的清真寺后，他的属下请求他尽快向开罗发动袭击，却不想他于1103年所受的旧伤开裂了。濒死的鲍德温自前线被运回到了阿里什，他于其临死之床上指定了尤斯塔斯三世为其继任者，如果尤斯塔斯三世拒绝这个王位的话，那些领主可以将王位给予鲍德温二世或者其他可以统治天主教民并守护教廷的人。
1118年4月2日，鲍德温一世去世，因为他想确保他在圣墓的埋葬，他的厨师Addo根据其遗愿移除了他的肠子并用盐腌了他的身体。在五天后的圣枝主日，鲍德温被埋葬于各各他教会他的哥哥戈弗雷旁边。

## 评价
沙特尔的富尔彻描述鲍德温为他臣民的盾牌、力量和靠山，是他们的左膀右臂，也是其敌人的恐惧对象。Ali ibn al-Athir在鲍德温去世一个世纪以后完成了他的编年史，在内称鲍德温本来想要征服伊夫起亚（今突尼西亚）地区，却在罗杰一世的说服下开始攻打耶路撒冷。
现代史学家Christopher Tyerman认为鲍德温是一个有天赋的军事家及一个聪明的政治家，他创建了一个拥有明确定义并可以防御的边界的王国。Amin Maalouf更是总结说鲍德温是十字军对圣地的占领之支撑。他认为鲍德温的成功主要是基于阿拉伯世界持续不断的碎片化统治，这使得十字军真正成为一个地区性政权。
现存最早的鲍德温所发令状是于1100年代早期所签发，但是其官署持续了很多年。 最初皇室文件是由来自洛泰林吉亚的神职人员所整理的，第一任总理培根直到1115年才被确立。培根本是鲍德温的第三任妻子的随从，跟随来到了圣地。

## 世系
|  |                              |  |  |  |  |  |  |  |  |  |  |  |  |  |  |  |
|  | 16. 布洛涅伯爵阿爾諾三世     |  |  |  |  |  |  |  |  |  |  |  |  |  |  |  |
|  |                              |  |  |  |  |  |  |  |  |  |  |  |  |  |  |  |
|  |                              |  |  |  |  |  |  |  |  |  |  |  |  |  |  |  |
|  | 8. 布洛涅伯爵博杜安二世      |  |  |  |  |  |  |  |  |  |  |  |  |  |  |  |
|  |                              |  |  |  |  |  |  |  |  |  |  |  |  |  |  |  |
|  |                              |  |  |  |  |  |  |  |  |  |  |  |  |  |  |  |
|  | 4. 布洛涅伯爵尤斯塔斯一世    |  |  |  |  |  |  |  |  |  |  |  |  |  |  |  |
|  |                              |  |  |  |  |  |  |  |  |  |  |  |  |  |  |  |
|  |                              |  |  |  |  |  |  |  |  |  |  |  |  |  |  |  |
|  | 18. 荷兰伯爵阿努爾夫         |  |  |  |  |  |  |  |  |  |  |  |  |  |  |  |
|  |                              |  |  |  |  |  |  |  |  |  |  |  |  |  |  |  |
|  |                              |  |  |  |  |  |  |  |  |  |  |  |  |  |  |  |
|  | 9. 荷兰的阿德利娜            |  |  |  |  |  |  |  |  |  |  |  |  |  |  |  |
|  |                              |  |  |  |  |  |  |  |  |  |  |  |  |  |  |  |
|  |                              |  |  |  |  |  |  |  |  |  |  |  |  |  |  |  |
|  | 19. 盧森堡的柳特加德         |  |  |  |  |  |  |  |  |  |  |  |  |  |  |  |
|  |                              |  |  |  |  |  |  |  |  |  |  |  |  |  |  |  |
|  |                              |  |  |  |  |  |  |  |  |  |  |  |  |  |  |  |
|  | 2. 布洛涅伯爵尤斯塔斯二世    |  |  |  |  |  |  |  |  |  |  |  |  |  |  |  |
|  |                              |  |  |  |  |  |  |  |  |  |  |  |  |  |  |  |
|  |                              |  |  |  |  |  |  |  |  |  |  |  |  |  |  |  |
|  | 20. 埃諾伯爵雷尼埃三世       |  |  |  |  |  |  |  |  |  |  |  |  |  |  |  |
|  |                              |  |  |  |  |  |  |  |  |  |  |  |  |  |  |  |
|  |                              |  |  |  |  |  |  |  |  |  |  |  |  |  |  |  |
|  | 10. 鲁汶伯爵朗贝尔一世       |  |  |  |  |  |  |  |  |  |  |  |  |  |  |  |
|  |                              |  |  |  |  |  |  |  |  |  |  |  |  |  |  |  |
|  |                              |  |  |  |  |  |  |  |  |  |  |  |  |  |  |  |
|  | 21. 阿德拉                   |  |  |  |  |  |  |  |  |  |  |  |  |  |  |  |
|  |                              |  |  |  |  |  |  |  |  |  |  |  |  |  |  |  |
|  |                              |  |  |  |  |  |  |  |  |  |  |  |  |  |  |  |
|  | 5. 鲁汶的玛蒂尔德            |  |  |  |  |  |  |  |  |  |  |  |  |  |  |  |
|  |                              |  |  |  |  |  |  |  |  |  |  |  |  |  |  |  |
|  |                              |  |  |  |  |  |  |  |  |  |  |  |  |  |  |  |
|  | 22. 下洛林公爵夏爾一世       |  |  |  |  |  |  |  |  |  |  |  |  |  |  |  |
|  |                              |  |  |  |  |  |  |  |  |  |  |  |  |  |  |  |
|  |                              |  |  |  |  |  |  |  |  |  |  |  |  |  |  |  |
|  | 11. 下洛林的格波加           |  |  |  |  |  |  |  |  |  |  |  |  |  |  |  |
|  |                              |  |  |  |  |  |  |  |  |  |  |  |  |  |  |  |
|  |                              |  |  |  |  |  |  |  |  |  |  |  |  |  |  |  |
|  | 23. 维尔马多的阿德莱德       |  |  |  |  |  |  |  |  |  |  |  |  |  |  |  |
|  |                              |  |  |  |  |  |  |  |  |  |  |  |  |  |  |  |
|  |                              |  |  |  |  |  |  |  |  |  |  |  |  |  |  |  |
|  | 1. 耶路撒冷国王鲍德温一世    |  |  |  |  |  |  |  |  |  |  |  |  |  |  |  |
|  |                              |  |  |  |  |  |  |  |  |  |  |  |  |  |  |  |
|  |                              |  |  |  |  |  |  |  |  |  |  |  |  |  |  |  |
|  | 24. 凡尔登伯爵戈德弗魯瓦一世 |  |  |  |  |  |  |  |  |  |  |  |  |  |  |  |
|  |                              |  |  |  |  |  |  |  |  |  |  |  |  |  |  |  |
|  |                              |  |  |  |  |  |  |  |  |  |  |  |  |  |  |  |
|  | 12. 下洛林公爵戈特隆一世     |  |  |  |  |  |  |  |  |  |  |  |  |  |  |  |
|  |                              |  |  |  |  |  |  |  |  |  |  |  |  |  |  |  |
|  |                              |  |  |  |  |  |  |  |  |  |  |  |  |  |  |  |
|  | 25. 萨克森的玛蒂尔德         |  |  |  |  |  |  |  |  |  |  |  |  |  |  |  |
|  |                              |  |  |  |  |  |  |  |  |  |  |  |  |  |  |  |
|  |                              |  |  |  |  |  |  |  |  |  |  |  |  |  |  |  |
|  | 6. 下洛林公爵戈德弗鲁瓦三世  |  |  |  |  |  |  |  |  |  |  |  |  |  |  |  |
|  |                              |  |  |  |  |  |  |  |  |  |  |  |  |  |  |  |
|  |                              |  |  |  |  |  |  |  |  |  |  |  |  |  |  |  |
|  | 3. 洛林的伊達                |  |  |  |  |  |  |  |  |  |  |  |  |  |  |  |
|  |                              |  |  |  |  |  |  |  |  |  |  |  |  |  |  |  |
|  |                              |  |  |  |  |  |  |  |  |  |  |  |  |  |  |  |
|  | 7. 窦达                      |  |  |  |  |  |  |  |  |  |  |  |  |  |  |  |
|  |                              |  |  |  |  |  |  |  |  |  |  |  |  |  |  |  |
|  |                              |  |  |  |  |  |  |  |  |  |  |  |  |  |  |  |

## 家庭

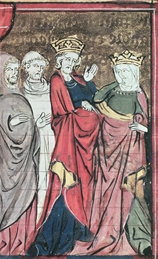
鲍德温与阿德莱德·德·瓦斯托

鲍德温的第一任妻子名为歌德希尔德，她是拉烏勒二世的女儿。1097年10月15日，在十字军东征期间，歌德希尔德于卡赫拉曼马拉什去世，有人认为她的逝世是造就鲍德温向东发展的决定性因素。据史学家史蒂文·朗西曼和Christopher MacEvitt所写，鲍德温和歌德希尔德曾有过子嗣，然而均在歌德希尔德去世之前夭折。另一位学者Alan V. Murray对此持不同意见，认为没有第一手材料表明鲍德温抚养过任何子女，其书中指出朗西曼在翻译泰尔的威廉所写有关鲍德温的记载时将家族混成其家庭。
鲍德温的第二任妻子的名字多有争议，现代学者多称其为亚美尼亚的阿尔达，他们将她的父亲与卡赫拉曼马拉什的塔图尔（Tathoul）联系在一起。1098年夏，鲍德温迎娶了阿尔达，她父亲为此承诺了六万拜占庭金币及阿尔达对他土地的继承权为嫁妆，最后他支付时又多加了一万金币。由于阿尔达迟迟没有子嗣，鲍德温于1109年之前将她放逐至圣安妮修道院，却很快又同意她移居至君士坦丁堡。 尽管此后他们一直处于分居的状态，他们的婚姻关系并未宣告解除。
鲍德温的第三任妻子名为阿德莱德·德·瓦斯托，是罗杰一世的遗孀。其第一任丈夫罗杰一世于1102年去世，因此她直至1111年年末都摄政于西西里。当鲍德温于1112年向她求婚时，她已经超过了四十岁。 根据泰尔的威廉记载，鲍德温因为阿德莱德所掌握的财富才向她求婚，甚至为此答应立其儿子鲁杰罗二世为耶路撒冷王国的王权继承人。阿德莱德接受了鲍德温的求婚并于1113年8月在数百士兵的陪护下带着她丰厚的嫁妆抵达了巴勒斯坦。然而由于鲍德温的第二任妻子依旧在世，他和阿德莱德的婚姻属于重婚。所以在1116年身体好转之后，鲍德温听从了神职人员的建议，休掉了阿德莱德。最后阿德莱德于1117年4月25日启程驶向西西里，她的遭遇使得鲁杰罗二世非常愤怒，他至死都没有接受任何来自耶路撒冷王国的帮助。
历史学家Jonathan Phillips总结了鲍德温的这几段婚姻，得出结论说鲍德温将女人视为经济及政治上的可利用资源。多位学者包括Hans Eberhard Mayer、Christopher Tyerman以及Malcolm Barber都认同鲍德温极有可能是同性恋。Tyerman记载说一名穆斯林在改变信仰前曾是鲍德温的恋人之一，但是他于赛达围城战里叛变了。在此战中，他向赛达的守军提议刺杀鲍德温，然而此事被一名信仰天主教的镇民透露给了鲍德温。

### 脚注
1. ↑  Jaspert 2006，第41頁.
2. ↑  Murray 2000，第158, 239頁.
3. 1 2  Murray 2000，第30頁.
4. 1 2  Runciman 1989a，第146頁.
5. ↑  Murray 2000，第30, 158頁.
6. ↑  France 1994，第14頁.
7. 1 2 3 4  Murray 2000，第203頁.
8. ↑  Murray 2000，第18, 30頁.
9. ↑  France 1994，第45頁.
10. 1 2  Tanner 2003，第84頁.
11. ↑  Murray 2000，第21, 32-34頁.
12. ↑  Murray 2000，第32頁.
13. 1 2  Lock 2006，第20頁.
14. ↑  Barber 2012，第4頁.
15. 1 2  Murray 2000，第35頁.
16. ↑  Tanner 2003，第85頁.
17. 1 2  Runciman 1989a，第147頁.
18. ↑  Murray 2000，第52頁.
19. ↑  Tyerman 2006，第109頁.
20. ↑  Asbridge 2004，第95頁.
21. ↑  France 1994，第106頁.
22. ↑  Lilie 1993，第63頁.
23. ↑  Asbridge 2004，第104頁.
24. 1 2 3  Tyerman 2006，第110頁.
25. 1 2 3  Runciman 1989a，第150頁.
26. ↑  Murray 2000，第53頁.
27. ↑  Runciman 1989a，第150-151頁.
28. ↑  Runciman 1989a，第151頁.
29. ↑  Barber 2012，第7-8頁.
30. ↑  Murray 2000，第63頁.
31. ↑  Runciman 1989a，第152頁.
32. ↑  Anna Comnena: The Alexiad (10.10.), p. 325.
33. ↑  Runciman 1989a，第153頁.
34. ↑  Tyerman 2006，第130-131頁.
35. 1 2 3  Tyerman 2006，第131頁.
36. ↑  Phillips 2010，第16頁.
37. 1 2  Barber 2012，第75頁.
38. ↑  Runciman 1989a，第197頁.
39. ↑  Runciman 1989a，第197-198頁.
40. ↑  Asbridge 2004，第143頁.
41. 1 2  Asbridge 2004，第144頁.
42. ↑  MacEvitt 2010，第56頁.
43. 1 2  Runciman 1989a，第198頁.
44. 1 2 3  Tyerman 2006，第132頁.
45. 1 2 3  Asbridge 2004，第145頁.
46. 1 2  Runciman 1989a，第199頁.
47. ↑  France 1994，第217頁.
48. 1 2  Asbridge 2004，第146頁.
49. 1 2 3  MacEvitt 2010，第57頁.
50. 1 2 3 4  Asbridge 2004，第147頁.
51. 1 2  Lock 2006，第22頁.
52. 1 2  Runciman 1989a，第200-201頁.
53. 1 2  Runciman 1989a，第200頁.
54. ↑  Asbridge 2004，第149-150頁.
55. 1 2  MacEvitt 2010，第61頁.
56. 1 2 3  Runciman 1989a，第201頁.
57. 1 2 3 4  Asbridge 2004，第150頁.
58. ↑  MacEvitt 2010，第65頁.
59. 1 2 3  Runciman 1989a，第204頁.
60. 1 2  France 1994，第132頁.
61. 1 2  Lock 2006，第23頁.
62. ↑  Asbridge 2004，第150-151頁.
63. 1 2  Maalouf 1984，第30頁.
64. 1 2  MacEvitt 2010，第67頁.
65. 1 2 3  Asbridge 2004，第151頁.
66. ↑  Albert of Aachen: Historia Ierosolimitana—History of the Journey to Jerusalem (ch. iii.21), p. 171.
67. ↑  Murray 2000，第231頁.
68. ↑  Runciman 1989a，第205-206頁.
69. ↑  MacEvitt 2010，第69頁.
70. 1 2  Runciman 1989a，第206頁.
71. ↑  MacEvitt 2010，第68頁.
72. 1 2  Tyerman 2006，第134頁.
73. ↑  Lilie 1993，第79頁.
74. ↑  France 1994，第133-138頁.
75. ↑  Runciman 1989a，第202, 206頁.
76. ↑  Tyerman 2006，第178頁.
77. 1 2  Runciman 1989a，第208頁.
78. 1 2 3 4 5  Murray 2000，第182頁.
79. 1 2  MacEvitt 2010，第64頁.
80. 1 2 3  Runciman 1989a，第210頁.
81. ↑  France 1994，第18頁.
82. ↑  Asbridge 2004，第253頁.
83. 1 2 3 4  MacEvitt 2010，第72頁.
84. ↑  Maalouf 1984，第31頁.
85. 1 2 3  Runciman 1989a，第211頁.
86. ↑  Runciman 1989a，第210-211頁.
87. 1 2 3 4 5  Lock 2006，第25頁.
88. 1 2  France 1994，第133頁.
89. ↑  Runciman 1989a，第302-303頁.
90. ↑  Murray 2000，第84頁.
91. ↑  Runciman 1989a，第305, 317頁.
92. ↑  Runciman 1989a，第303頁.
93. ↑  Runciman 1989a，第307頁.
94. ↑  Albert of Aachen: Historia Ierosolimitana—History of the Journey to Jerusalem (ch. vii.27), p. 523.
95. ↑  Murray 2000，第91頁.
96. 1 2  Barber 2012，第61頁.
97. ↑  Runciman 1989a，第322頁.
98. 1 2 3 4 5  Barber 2012，第62頁.
99. ↑  Tyerman 2006，第186頁.
100. ↑  Maalouf 1984，第61頁.
101. 1 2  Maalouf 1984，第63頁.
102. ↑  Runciman 1989a，第324頁.
103. ↑  Murray 2000，第94頁.
104. ↑  Runciman 1989a，第325頁.
105. 1 2 3 4  MacEvitt 2010，第117頁.
106. ↑  Murray 2000，第73, 96頁.
107. ↑  Murray，第95頁.
108. ↑  Barber 2012，第62-65頁.
109. 1 2  Barber 2012，第65頁.
110. 1 2 3 4 5  Barber 2012，第73頁.
111. 1 2 3  Runciman 1989b，第72頁.
112. 1 2 3  Runciman 1989b，第73頁.
113. ↑  Barber 2012，第67頁.
114. ↑  Barber 2012，第69頁.
115. ↑  Albert of Aachen: Historia Ierosolimitana—History of the Journey to Jerusalem (ch. vii.60)
116. 1 2 3  Runciman 1989b，第82頁.
117. ↑  Albert of Aachen: Historia Ierosolimitana—History of the Journey to Jerusalem (ch. vii.61)
118. ↑  Runciman 1989b，第74頁.
119. 1 2  Runciman 1989b，第75頁.
120. ↑  Runciman 1989b，第74-75頁.
121. 1 2 3 4  Barber 2012，第70頁.
122. ↑  Barber 2012，第73-74頁.
123. 1 2  Lock 2006，第27頁.
124. 1 2 3  Barber 2012，第74頁.
125. ↑  Runciman 1989b，第76頁.
126. ↑  Runciman 1989b，第76-77頁.
127. ↑  Runciman 1989b，第78頁.
128. ↑  Runciman 1989b，第79頁.
129. ↑  Runciman 1989b，第79-80頁.
130. ↑  Runciman 1989b，第83頁.
131. ↑  Murray 2000，第195頁.
132. ↑  Runciman 1989b，第83-84頁.
133. 1 2  Runciman 1989b，第87頁.
134. ↑  Barber 2012，第68頁.
135. 1 2 3  Runciman 1989b，第88頁.
136. 1 2  Lock 2006，第28頁.
137. ↑  Maalouf 1984，第68頁.
138. ↑  Barber 2012，第68-69頁.
139. ↑  Maalouf 1984，第67頁.
140. 1 2  Runciman 1989b，第89頁.
141. 1 2 3  Barber 2012，第71頁.
142. 1 2 3  Runciman 1989b，第90頁.
143. 1 2  Runciman 1989b，第91頁.
144. ↑  Tibble 1989，第29頁.
145. ↑  Runciman 1989b，第96頁.
146. 1 2 3 4 5  Barber 2012，第91頁.
147. ↑  Barber 2012，第84，91-92頁.
148. 1 2  Lock 2006，第30頁.
149. 1 2 3  Barber 2012，第92頁.
150. ↑  Lock 2006，第31頁.
151. ↑  Tibble 1989，第12頁.
152. ↑  Barber 2012，第91-92頁.
153. 1 2  Runciman 1989b，第69頁.
154. ↑  Maalouf 1984，第80頁.
155. 1 2  Barber 2012，第93頁.
156. 1 2 3 4  Runciman 1989b，第92頁.
157. 1 2  Maalouf 1984，第81頁.
158. ↑  Runciman 1989b，第115-116頁.
159. 1 2 3 4  Runciman 1989b，第116頁.
160. ↑  Lilie 1993，第81頁.
161. 1 2 3  Runciman 1989b，第117頁.
162. 1 2  Maalouf 1984，第88頁.
163. ↑  Hillenbrand 2000，第82頁.
164. 1 2  Runciman 1989b，第122頁.
165. ↑  Runciman 1989b，第123頁.
166. 1 2  Runciman 1989b，第93頁.
167. ↑  Lilie 1993，第86頁.
168. ↑  Runciman 1989b，第93-94頁.
169. ↑  Runciman 1989b，第94頁.
170. ↑  Runciman 1989b，第126頁.
171. 1 2  Lock 2006，第32頁.
172. ↑  Runciman 1989b，第126-127頁.
173. 1 2 3 4  Tyerman 2006，第203頁.
174. 1 2  Maalouf 1984，第87頁.
175. 1 2  Lock 2006，第33頁.
176. 1 2  Runciman 1989b，第98頁.
177. 1 2 3 4  Barber 2012，第105頁.
178. ↑  Runciman 1989b，第98-99頁.
179. ↑  Tibble 1989，第52頁.
180. 1 2 3 4 5  Barber 2012，第115頁.
181. 1 2 3  Barber 2012，第116頁.
182. ↑  Maalouf 1984，第94頁.
183. ↑  Murray 2000，第117頁.
184. 1 2  Hillenbrand 2000，第52頁.
185. ↑  Hillenbrand 2000，第45, 77頁.
186. 1 2  Murray 2000，第118頁.
187. ↑  Murray 2000，第118-119頁.
188. 1 2  Barber 2012，第117頁.
189. 1 2  Tyerman 2006，第202頁.
190. ↑  Tyerman 2006，第202-203頁.
191. 1 2 3  Maalouf 1984，第64頁.
192. ↑  Murray 2000，第168頁.
193. ↑  Murray 2000，第218頁.
194. ↑  Barber 2012，第16頁.
195. ↑  Phillips 2010，第50頁.
196. ↑  Runciman 1989a，第208-209頁.
197. ↑  MacEvitt 2010，第70頁.
198. ↑  Barber 2012，第114頁.
199. ↑  Runciman 1989a，第209頁.
200. 1 2 3  Barber 2012，第113頁.
201. ↑  Murray 2000，第179頁.
202. ↑  Barber 2012，第113-114頁.
203. 1 2  Phillips 2010，第51頁.
204. ↑  Runciman 1989b，第92-93頁.

### 书目
- Jaspert, Nikolas. . Routledge. 2006. ISBN 0-415-35967-8.
- Maalouf, Amin. . SAQI. 1984. ISBN 978-0-86356-023-1.
- Barber, Malcolm. . Yale University Press. 2012. ISBN 978-0-300-11312-9.
- Hillenbrand, Carole. . Routledge. 2000. ISBN 0-415-92914-8.
- Lock, Peter. . Routledge. 2006. ISBN 9-78-0-415-39312-6.
- Anna Comnena: The Alexiad (Translated by E. R. A. Sewter) (1969). Penguin Books. ISBN 978-0-14-044958-7.
- Phillips, Jonathan. . Vintage Books. 2010. ISBN 978-1-8459-5078-1.
- Lilie, Ralph-Johannes. . Oxford University Press. 1993. ISBN 0-19-820407-8.
- France, John. . Cambridge University Press. 1994. ISBN 0-521-41969-7.
- Tibble, Steven. . Clarendon Press. 1989. ISBN 978-0-19-822731-1.
- Tyerman, Christopher. . The Belknap Press of Harvard University Press. 2006. ISBN 978-0-674-02387-1.
- Murray, Alan V. . Prosopographica et Geneologica. 2000. ISBN 978-1-9009-3403-9.

- MacEvitt, Christopher. . University of Pennsylvania Press. 2010. ISBN 978-0-8122-4050-4.
- Asbridge, Thomas. . Oxford University Press. 2004. ISBN 978-0-19-517823-4.
- Runciman, Steven. . Cambridge University Press. 1989b. ISBN 0-521-06162-8.
- Albert of Aachen: Historia Ierosolimitana—History of the Journey to Jerusalem (Edited and translated by Susan B. Edgington) (2007). Oxford University Press. ISBN 978-0-19-920486-1.
- Runciman, Steven. . Cambridge University Press. 1989a. ISBN 0-521-06161-X.
- Ferdinandi, Sergio. . Pontificia Università Antonianum - Rome. 2017. ISBN 978-88-7257-103-3.
- Tanner, Heather J. . Semaan, Khalil I.  (编). . Global Academic Publishing. 2003: 83–100. ISBN 1-58684-251-X.

| 鲍德温一世 (耶路撒冷) 佛蘭德家族出生于：1065年逝世於：1118年4月2日 | 鲍德温一世 (耶路撒冷) 佛蘭德家族出生于：1065年逝世於：1118年4月2日 | 鲍德温一世 (耶路撒冷) 佛蘭德家族出生于：1065年逝世於：1118年4月2日 |
| 統治者頭銜                                                         | 統治者頭銜                                                         | 統治者頭銜                                                         |
| ------------------------------------------------------------------ | ------------------------------------------------------------------ | ------------------------------------------------------------------ |
| 前任： 首任                                                        | 埃德薩伯爵 1098年—1100年                                           | 繼任： 鲍德温二世                                                  |
| 前任： 布永的戈弗雷 称圣墓保护者                                   | 耶路撒冷国王 1100年—1118年                                         | 繼任： 鲍德温二世                                                  |